# Holmen
För andra betydelser, se Holmen (olika betydelser).

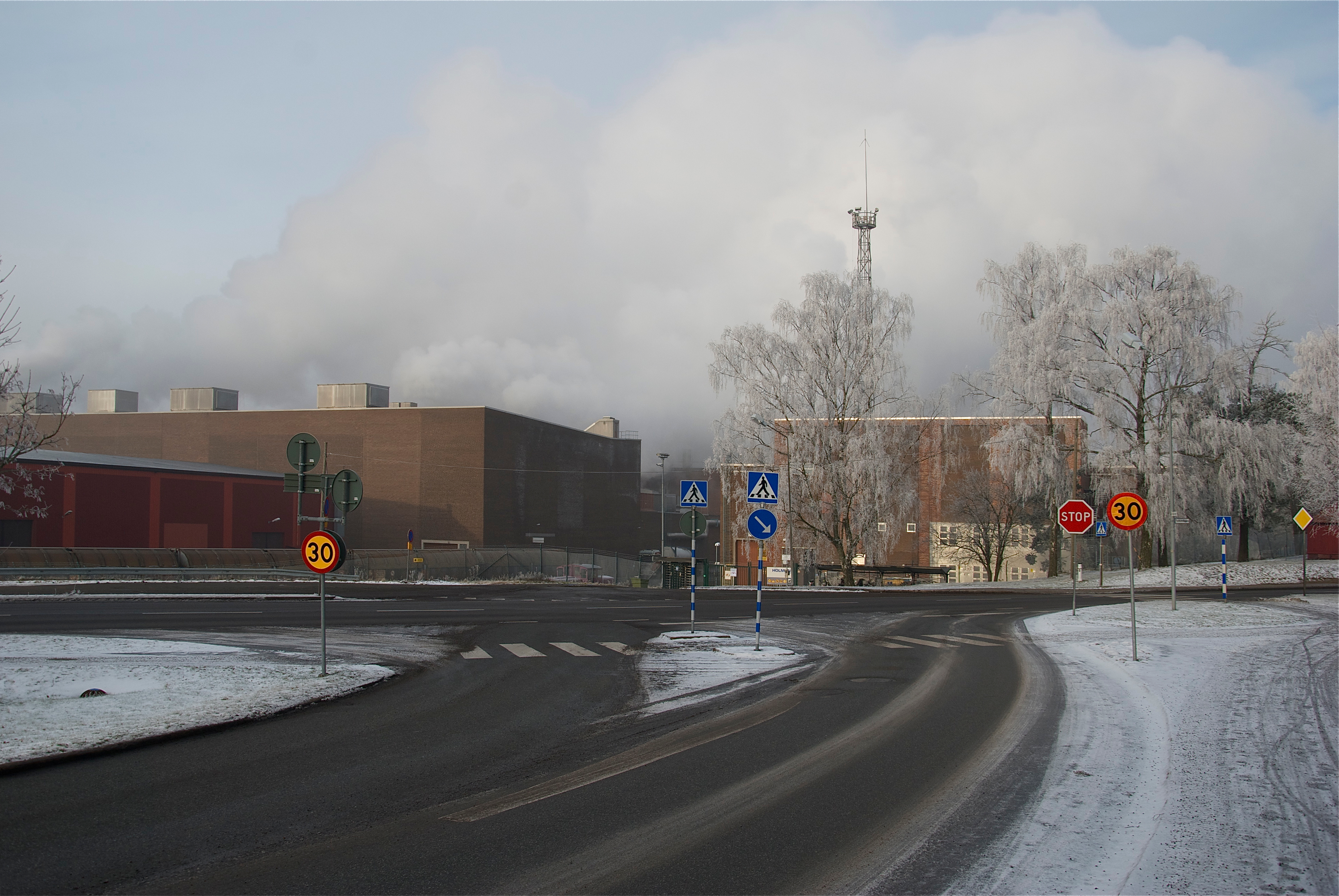
Hallsta pappersbruk som ingår i Holmen Paper.

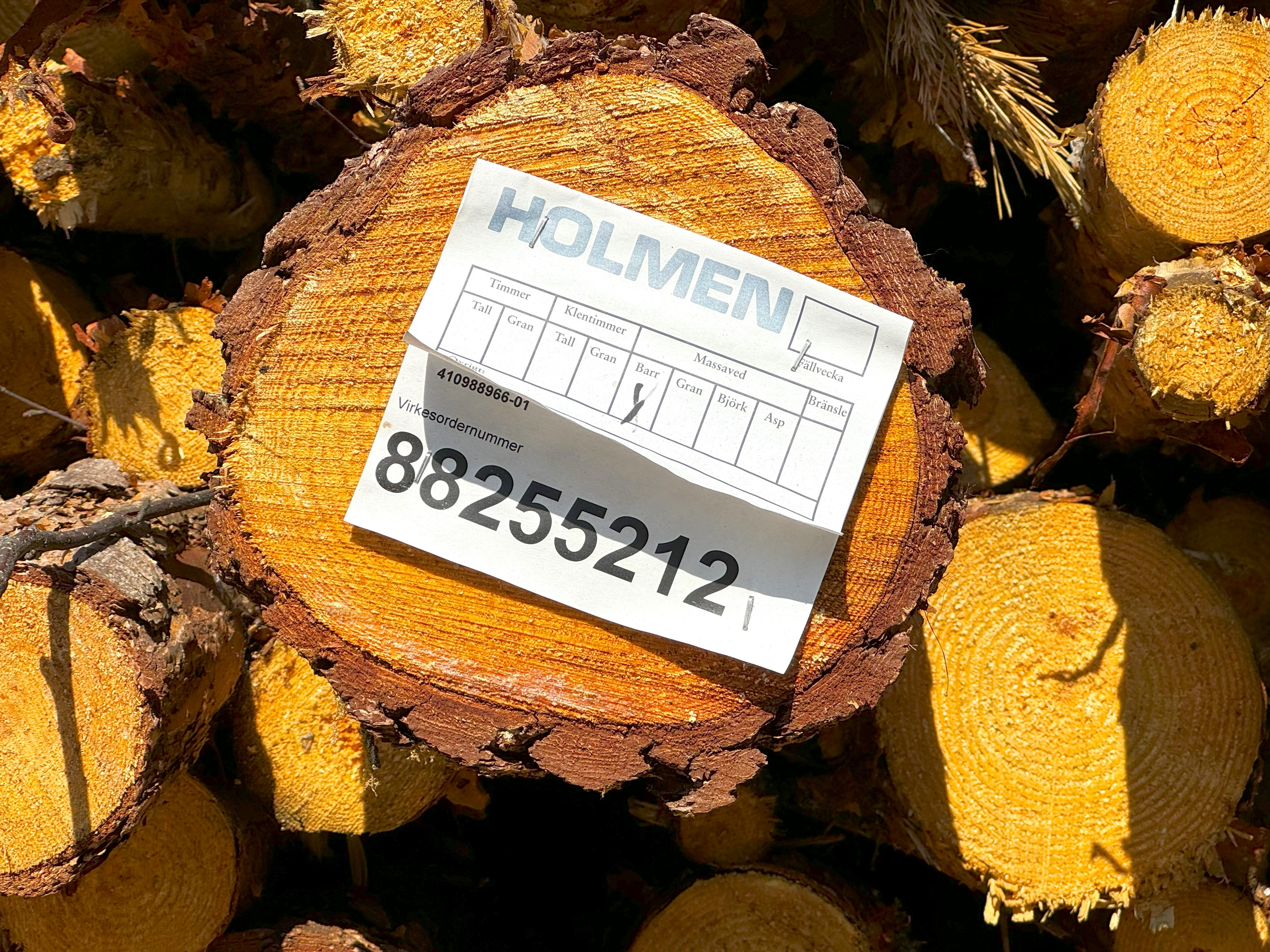
Massaved för Holmen

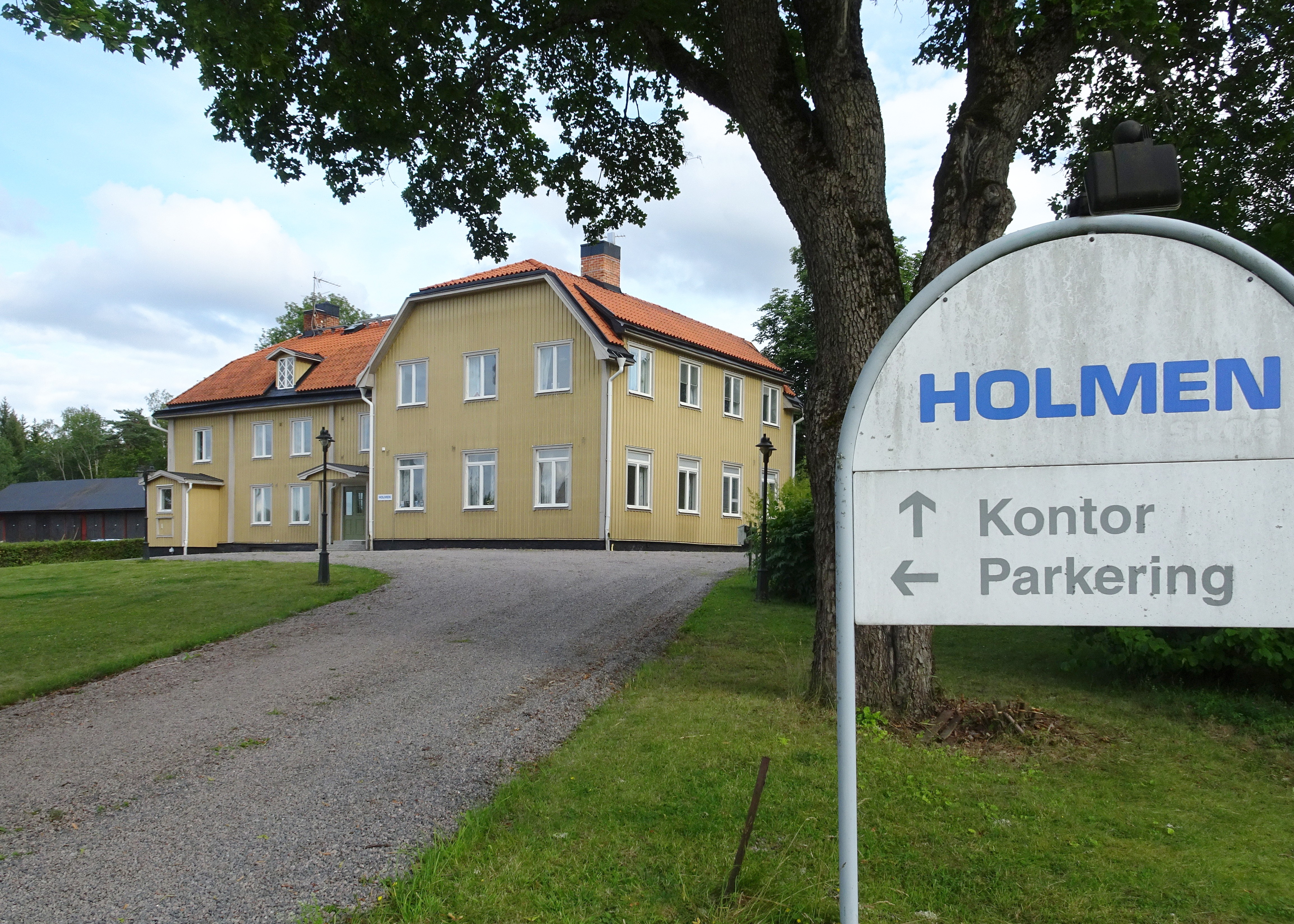
Holmens kontor i Länna utanför Uppsala.

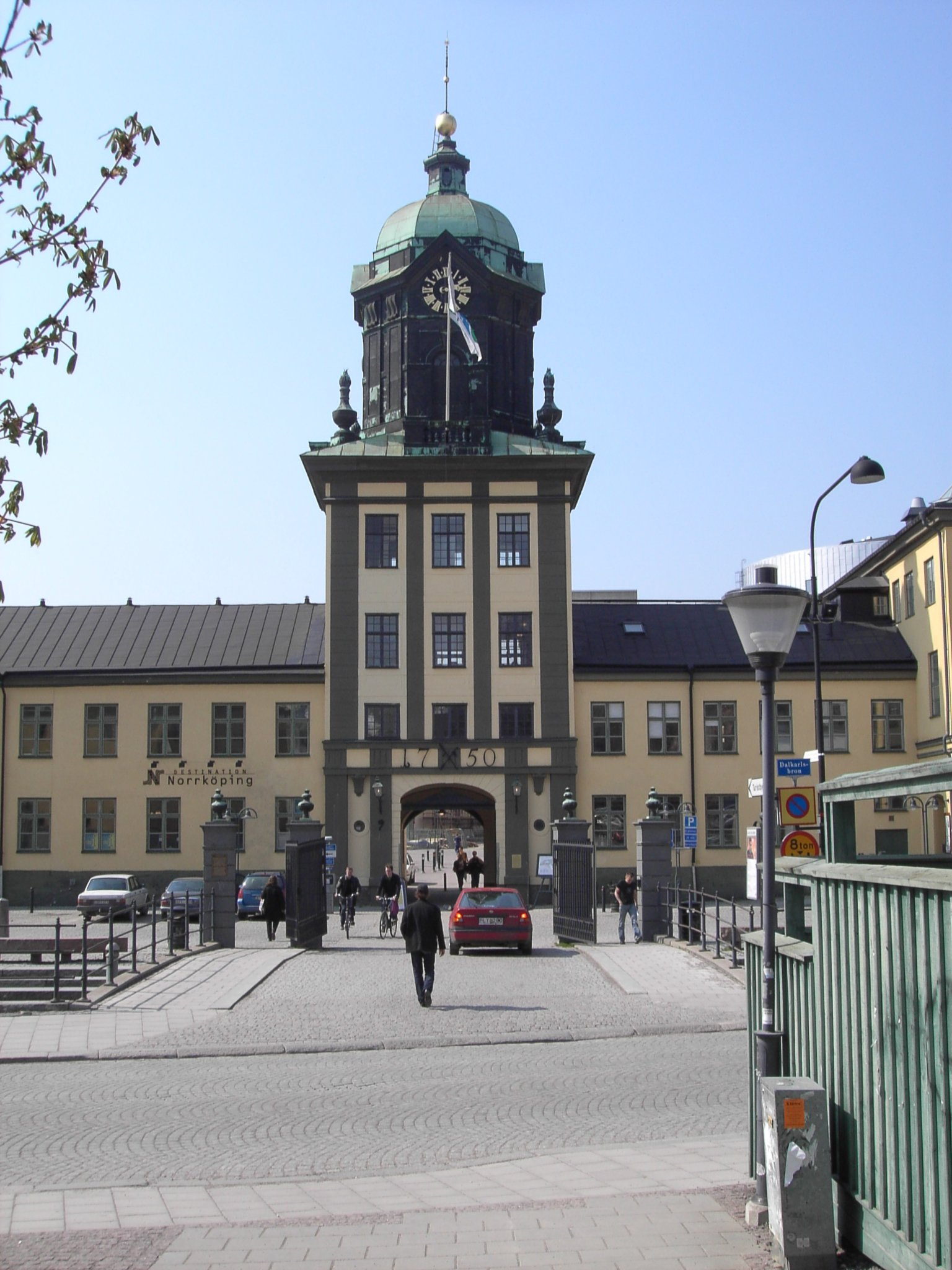
Holmentornet i Norrköping, arkitekt Carl Hårleman. Holmens Bruk AB som köptes upp av Modo (Holmen) 1988 hade sitt ursprung i det vapenfaktori som fanns på denna plats från 1609.

Holmen Aktiebolag (till 2000 Mo och Domsjö AB, Modo) är en svenskt skogsindustriföretag. Det har fem affärsområden: papper, kartong, sågade trävaror, skog och energi. Huvudkontoret ligger på Strandvägen 1 i Stockholm. Koncernen har åtta produktionsanläggningar i Sverige och en i Storbritannien. Skogar, vindkraft och vattenkraft finns i Sverige. Cirka 90 procent av försäljningen sker i Europa via egna försäljningsbolag. Holmens två aktieserier är noterade på Nasdaq Stockholm, Large Cap. Holmen AB kontrolleras av finansmannen Fredrik Lundbergs investmentbolag L E Lundbergföretagen AB.

## Affärsområden
- Holmen Paper har sitt ursprung i Holmens Bruk och tillverkar tryckpapper för dagstidningar, tidskrifter, kataloger, reklam och böcker inom stora delar av Europa. Tillverkningen sker i Sverige vid Bravikens pappersbruk vid Norrköping och Hallsta pappersbruk i Hallstavik. Även Holmens museum på Kvarnholmen, Norrköping ingår i gruppen.  Till följd av minskad efterfrågan på tidningspapper stängdes en pappersmaskin i Braviken i september 2013 och en i Hallsta i oktober (tillsammans 340 000 ton/år). I juni 2016 såldes tidningspappersbruket i Madrid till International Paper.[1]

- Iggesund Paperboard producerar och säljer kartong för förpackningar och grafiska ändamål vid kartongbruket i Iggesund och ett bruk i Workington i Storbritannien.

- Holmen Trävaror tillverkar trävaror vid fem svenska sågverk: Iggesunds sågverk, Bravikens sågverk, Linghems sågverk (sedan april 2017), Bygdsiljum och Kroksjön. De två senaste förvärvades 2020 från Martinsons.

- Holmen Skog ansvarar för skötsel och utveckling av koncernens markinnehav som uppgår till cirka 1,3 miljoner hektar, varav en miljon hektar utnyttjas för skogsbruk. Den årliga avverkningen i egen skog uppgår ett normalår till cirka 2,5 miljoner kubikmeter virke. Holmen Skog köper virke från privata skogsägare som säljs vidare till Holmens svenska enheter och andra skogsföretags industrier och sågverk. Holmen producerar och köper också in biobränsle som säljs till svenska värmeverk. Mellan fem och tio procent av Holmens virkesbehov importeras, främst från Estland, där man har ett dotterbolag.

- Holmen Energi ansvarar för koncernens vattenkraftproduktion samt utvecklingen inom energiområdet, inte minst inom vindkraft. Vattenkraftproduktionen uppgår ett normalår till cirka 1 100 GWh vid 21 vattenkraftverk

## Hållbarhetsarbete
Självförsörjningsgraden för virke är cirka 60 procent och andelen egenproducerad förnybar el i förhållande till Holmens totala användning är cirka 50 procent. Behovet av värmeenergi täcks till betydande del av bioenergi producerad vid de egna anläggningarna.
Holmen har sedan 2005 koncernövergripande miljömål för hållbar utveckling genom ökad tillväxt i Holmens skogar, minskad användning av fossila bränslen och ökad produktion av förnybar el.

## Historik

### Mo och Domsjö AB
Mo och Domsjö AB, som var koncernens namn fram till år 2000, bildades 1873 av arvingarna till köpmannen och industrimannen J.C. Kempe som avlidit 1872.

#### Sågverken i Mo och Domsjö
J.C. Kempe blev 1836 ensam ägare till firma Johan Wikner & Co med en vattensåg i Moälven vid Moliden i norra Ångermanland samt rederiverksamhet och fastigheter i Härnösand. Eftersom sågverket låg långt in i landet arrenderades en lastageplats vid Domsjöhällan söder om Moälvens utlopp i Örnsköldsviksfjärden. Det virke som sågats i Mo lades samman i flottar som flottades utför älven till lastageplatsen. Där togs virket upp, tvättades och torkades. År 1838 köpte J.C. Kempe lastageplatsen i samband med förvärvet av ett av de sex hemmanen i Domsjö.
År 1847 anlade J.C. Kempe ytterligare en vattensåg i närheten av Mellansel, vanligen kallad Selssågen. Ungefär samtidigt utvidgades verksamheten i Mo med en smedja för tillverkning av stångjärn och manufaktur. År 1866 tillkom en två ramars ångsåg på lastageplatsen i Domsjö, varvid Selssågen såldes. När J.C. Kempes arvingar efter hans död bildade Mo och Domsjö AB ingick förutom industrierna i Mo och Domsjö även en hel del hemman och skogsegendomar längs Moälven.

#### Håknäs sågverk
Sedan Mo och Domsjö AB bildats efter J.C. Kempes död blev sonen Frans Kempe vd 1884. Han förvärvade 1889 vattensågen i Håknäs vid Öreälven, inklusive lastageplatsen Kylörn. Håknässågen hade en relativt stor produktion men var samtidigt omodern. Anledningen till att Mo och Domsjö köpte sågverket var framför allt de stora skogsegendomar utmed Öreälven som hörde till.
Under 1880-talet köpte bolaget också mycket stora skogsområden längs skogsälvarna i norra Ångermanland: Moälven, Gideälven, Husån och Öreälven.

#### Norrbyskär ångsåg och Hörnefors bruk
För att fullt ut kunna utnyttja bolagets skogsegendomar i norra Ångermanland anlades en ångsåg på Norrbyskär utanför kusten en bit norr om Öreälvens mynning. Det nya sågverket togs i drift 1895 och samtidigt lades verksamheten ned vid vattensågarna i Mo och Håknäs. En stor del av arbetarna flyttades till Norrbyskär, som formellt kallades för Mo ångsåg.
År 1903 förvärvades Hörneå AB med en vattensåg i Hörnefors samt, framför allt, stora skogsegendomar. Sågverket lades ned samma år.

#### Sulfitfabrikerna i Domsjö och Hörnefors
År 1903 utvidgades Mo och Domsjös verksamhet med en sulfitfabrik på mark belägen inom Hörnetts by vid Moälvens utlopp, inte långt från Domsjö sågverk. År 1906 togs ytterligare en sulfitfabrik i drift, nu i Hörnefors.

#### Gideå och Husum
Mo och Domsjö AB fortsatte att expandera i norra Ångermanland. År 1903 förvärvades hälften av aktierna i Gideå & Husums AB, omfattande ångsågen i Husum, det nedlagda järnbruket Gideå bruk samt omfattande skogsegendomar vid Gideälven och Husån. År 1909 övergick bolaget helt i Mo och Domsjös ägo. Samma år brann dock Husums sågverk ned och återuppbyggdes inte. I stället anlades 1919 en sulfatfabrik i Husum.
Ett vattenkraftverk anlades vid Gideå bruk i Gideälven 1914 för att försörja Hörneforsfabriken med energi. Samtidigt gick sågverken i Norrbyskär och Domsjö över från ångdrift till eldrift. När Husumfabriken byggdes anlades för dess kraftförsörjning ytterligare ett kraftverk i Gideälven, nu i Gideåbacka.

#### Sandviks och Örnsköldsviks sågverk
Nästa stora företagsförvärv skedde 1915 i och med köpet av Sandviks Ångsågs AB i Holmsund vid Umeälvens mynning. Med sågverket följde skogsegendomar vid Umeälven, Vindelälven och Sävarån omfattande omkring 125 000 hektar. Sandvik blev ett dotterbolag i koncernen under ledning av Frans Kempes son Carl Kempe.
Ett annat större skogsförvärv skedde genom inköpet av Örnsköldsviks ångsågs AB 1925.

#### Förändringar inom bolaget
Vid bolagsstämman 1916 utsågs Carl Kempe till Frans Kempes efterträdare som vd för Mo och Domsjö AB. Frans Kempe satt dock kvar som styrelseordförande fram till 1922 och behöll ett stort inflytande över bolaget. Som styrelseordförande efterträddes Frans Kempe av sin bror Seth.
Under 1920- och 1930-talen förlorade sågverksindustrin alltmer i betydelse, medan produktionen av pappersmassa och andra produkter blev allt viktigare. Inom industriområdet i Örnsköldsvik (Hörneborg och Alfredshem) började koncernen 1930 tillverka träfiberplattor i bolaget Mo och Domsjö Wallboard Company AB, som 1938 fick namnet Mo och Domsjö Treetex AB. En klor-alkalifabrik tillkom 1936 och en sulfitspritfabrik 1940.

#### Utveckling efter 1940
En trähusfabrik anlades 1942, senare kallad Modohus. Carl Kempes kusin Erik Kempe, son till Seth M Kempe, blev vd 1949, och flyttade huvudkontoret till Örnsköldsvik. Han var för övrigt den sista verkställande direktören för Mo och Domsjö med namnet Kempe. När han avled 1959 efterträddes han av Bengt Lyberg.
Pappersbruksepoken för Mo och Domsjö inleddes 1951 då Hörnefors finpappersbruk togs i drift. Emellertid såldes både Hörnefors massafabrik och pappersbruk endast 10 år senare (1961) till Norrlands Skogsägares Cellulosa AB, NCB.
Under andra världskriget hade Modo utvecklat den kemiska industrin, och verksamheten fortsatte med etanol som bas i långt större utsträckning än vad de egna spritfabrikerna kunde leverera. Domsjö kom därför att importera stora mängder etanol från hela världen. I samband med den petrokemiska industrins utveckling beslöt Modo att bygga huvuddelen av sin kemiska industri på eten som bas, och flyttade den verksamheten till Stenungsund 1963. Den kemiska verksamheten blev 1970 ett eget resultatområde Modo Kemi. Modo startade också det som senare skulle bli Modo Konsumentprodukter genom köpet av Mabelpap i Belgien 1963, Pauliströms bruk 1964 och Cellvabruken AB 1965. 
1970 köptes Bruzafors-Hällefors med pappersbruk i Silverdalen och grossistföretaget Svenskt Papper. När sedan den första finpappersmaskinen i Husum startade 1972 och följdes av en andra maskin 1976 var grunden lagt för resultatområdet Modo Paper. Dit hörde även pappersbruket i Pont Ste Maxence i Frankrike, där MoDo blev först delägare och sedan ensam ägare på 60-talet, och den tredje pappersmaskinen i Husum, som byggdes 1986.
När Matts Carlgren tillträdde som vd 1971 efter Bengt Lyberg, var hans första större åtgärd att sälja Modo Kemi till Statsföretag.
År 1988 skedde två stora företagsförvärv: Holmens Bruk AB och AB Iggesunds Bruk. Sedan företaget omorganiserats, och Modo Paper samt Domsjö Fabriker frånsålts 1999, ändrades bolagsnamnet till Holmen AB den 14 februari 2000.

### Holmen AB
Holmens Bruk AB, med Bravikens pappersbruk och Hallsta pappersbruk som största enheter förvärvades av Modo 1988. Företaget grundlades som vapenfaktori på Kvarnholmen i Norrköping 1609 på initiativ av Hertig Johan av Östergötland. Det är för övrigt efter den holmen som företaget har sitt namn.
I juni 2016 såldes tidningspappersbruket i Madrid till International Paper.
År 2020 förvärvades träförädlingskoncernen Martinsons. I och med detta tillfördes koncernen ett nytt verksamhetsben i form av byggande av trästommar för hus, hallar och broar. Denna byggverksamhet fortsätter under varumärket Martinsons, medan övrig verksamhet går in under varumärket Holmen.

## Ledning

### Styrelseordförande

#### Mo och Domsjö AB
Följande personer var styrelseordförande för Mo och Domsjö AB:
- 1873–1908: Okänd/a
- 1908–1922: Frans Kempe
- 1922–1930: Seth Kempe
- 1930–1948: Erik Kempe
- 1949–1965: Carl Kempe
- 1965–1973: Matts Carlgren
- 1973–1981: Okänd/a
- 1981–1991: Matts Carlgren
- 1991–1992: Björn Svedberg
- 1992–1995: Karl Erik Önnesjö
- 1995–2000: Fredrik Lundberg

#### Holmen AB
- 2000–: Fredrik Lundberg

### Verkställande direktörer

#### Mo och Domsjö AB
Följande personer var verkställande direktör för Mo och Domsjö AB:
- 1873–1884: Okänd/a
- 1884–1917: Frans Kempe
- 1917–1949: Carl Kempe
- 1949–1959: Erik Kempe
- 1959–1971: Bengt Lyberg
- 1971–1981: Matts Carlgren
- 1981–1985: Björn Sprängare
- 1985–1994: Bernt Löf
- 1994–2000: Bengt Pettersson

#### Holmen AB
- 2000: Bengt Pettersson
- 2000–2001: Per Ericson
- 2001–2004: Göran Lundin
- 2004–2014: Magnus Hall
- 2014–: Henrik Sjölund

## Samarbete med högskolor och universitet
Företaget är en av de främsta medlemmarna, benämnda Senior Partners, i Handelshögskolan i Stockholms partnerprogram för företag som bidrar finansiellt till Handelshögskolan i Stockholm och nära samarbetar med den vad gäller utbildning och forskning.